# Atividade econômica

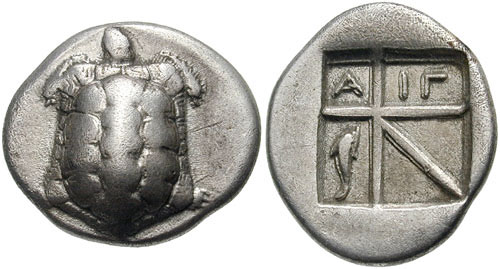
Dracma grega de Egina. Anverso: Tartaruga terrestre / Verso: Inscrição grega ΑΙΓ (INA) e um golfinho. A moeda da tartaruga é a mais velha já descoberta, data de 700 a.C.

A atividade econômica (português brasileiro) ou atividade económica (português europeu) gera riqueza mediante a extração, transformação e distribuição de recursos naturais, bens e serviços, tendo como finalidade a satisfação de necessidades humanas, como educação, alimentação, segurança, entre outros.
A composição de uma dada economia é inseparável da evolução tecnológica, da história da civilização e da organização social, assim como da geografia e da ecologia do planeta Terra, e.g. eco-regiões que representam diferentes oportunidades de extração de recursos e de agricultura, entre outros fatores. A economia se refere também à medida de como um país ou região está progredindo em termos de produção.

## Origem e Etimologia
A palavra "economia" pode ser traçada de volta à palavra grega οικονομία, "aquele que administra um lar", derivada de οικος, "casa", e νέμω, "distribuir (especialmente administrar)". De οικονόμος derivou-se οικονομία, que tinha não apenas o sentido de "administração de um lar ou família" mas também de "frugalidade", "direção", "administração", "acordo", e "renda pública de um Estado". O primeiro registro do significado da palavra "economia", encontrado em um trabalho possivelmente composto em 1440, é "a gestão de assuntos econômicos", nesse caso, de um mosteiro. 'Economia' é também registrada com outras acepções compartilhadas com οικονομία em grego, inclusive "frugalidade" e "administração". O uso atual mais frequente, "o sistema econômico de um país ou área", não parece ter se desenvolvido até o séc. XIX ou XX.

## Setores econômicos
A economia inclui diversos setores, que se desenvolveram em fases sucessivasː
- A economia antiga era baseada principalmente na agricultura de subsistência;

- A Revolução Industrial diminuiu o papel da a agricultura de subsistência, convertendo-a ao processo capitalista de produção, de forma que as fazendas passaram a ser mais extensas e monocultoras nos últimos três séculos. O crescimento econômico se deu na maior parte na mineração, na construção civil e na indústria manufatureira;

- Nas economias contemporâneas uma parcela cada vez maior da economia corresponde ao setor de serviços, o que compreende o setor financeiro e de tecnologia - componentes da chamada economia do conhecimento.

Nas economias modernas há três setores principais de atividade econômica:
- Setor primário: Compreende a extração e produção de materiais crus, como milho, carvão, madeira e ferro; (Um mineiro e um pescador seriam trabalhadores do setor primário.)
- Setor secundário: Compreende a transformação de materiais crus ou em grau de processamento intermediário em bens de produção ou de consumo, por exemplo, aço em carros, ou tecidos em roupas; (Um pedreiro e uma estilista seriam trabalhadores do setor secundário.)
- Setor terciário: Compreende o fornecimento de serviços para as empresas e para os consumidores, como creches, cinemas e casas lotéricas. (Um vendedor de shopping e um contador seriam trabalhadores do setor terciário.)

No entanto essa não é a única forma de se classificar uma economia em setores. Também pode-se usar a uma divisão mais social ou jurídica como aquela que distingue o setor público do privado, ou ainda uma classificação mais moderno entre "primeiro setor", o governo; "segundo setor", empresas que visam o lucro; e o "Terceiro Setor, as chamadas organizações não-governamentais. 
Mais detalhes sobre as várias fases de desenvolvimento econômico se seguem. Como esse processo estava longe de ser homogêneo geograficamente, a proporção entre esses setores varia muito entre as regiões do mundo, podendo ser uma forma para se examinar a desigualdade econômica.

## História
Se considerarmos a História da Economia colocando em perspectiva o aumento da complexidade e eficiência da atividade econômica, os seguintes marcos cronológicos em geral serão destacados: 

### Atividade Econômica Familiar
Nas famílias primitivas se observaram atividades econômicas rudimentares: caça, pesca e agricultura. Os chefes da família cuidavam do planejamento e da distribuição e todos consumiam o que era produzido. Em sociedades mais complexas como a do Império Romano, se observou nas famílias as primeiras manifestações da divisão do trabalho .

### Atividade Econômica Urbana

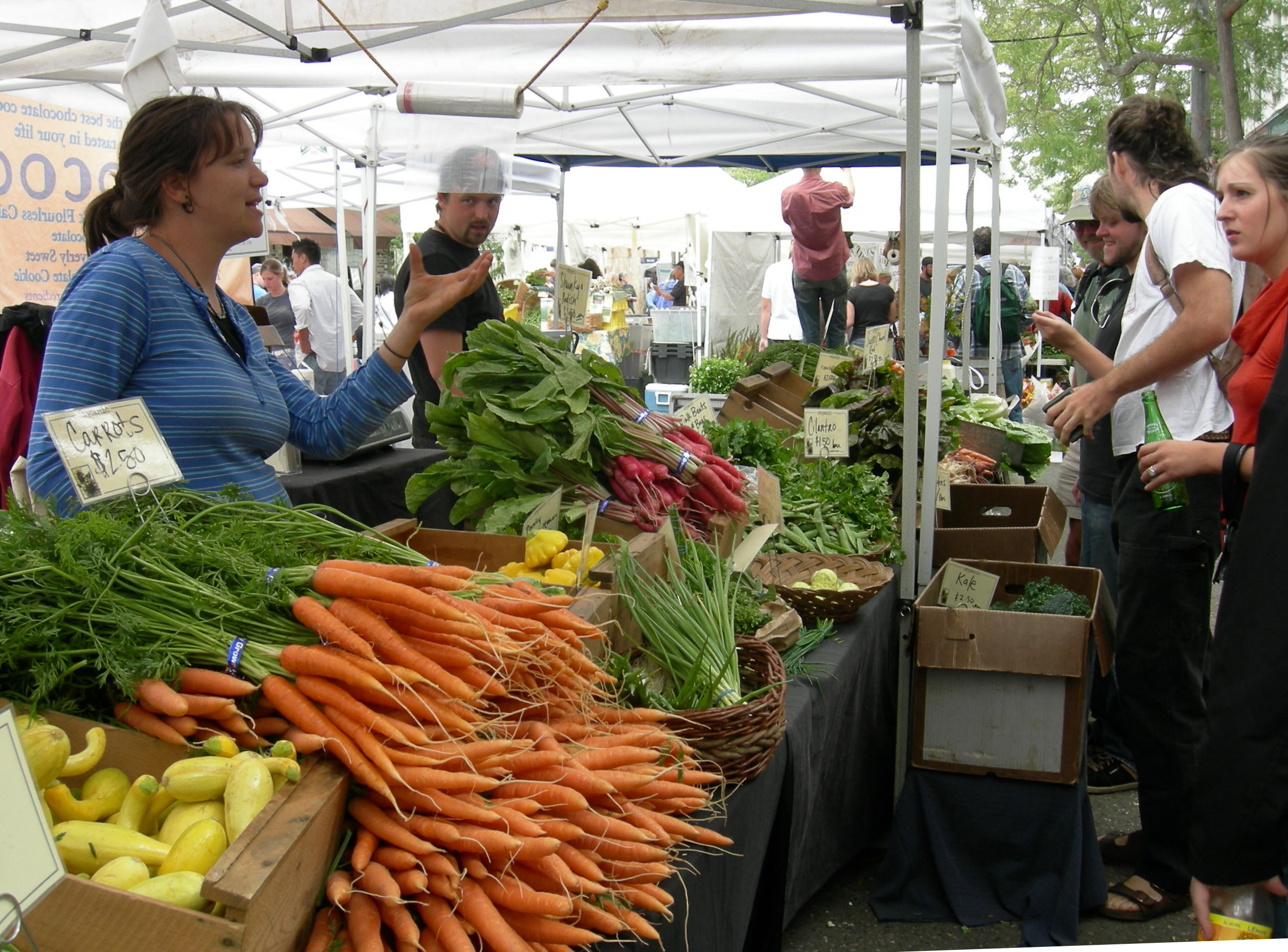
A feira livre é o local tradicional onde se encontram pequenos produtores, comerciantes e compradores em busca de produtos de consumo, conseguidos atualmente através de trocas por moedas e pagamento de custos e lucros para financiamento e continuidade das atividades econômicas

Nas cidades surgiram os primeiros mercados e a moeda para facilitação das trocas de mercadorias, a solução natural para a falta ou excesso de produção. Também o intercâmbio e os contatos com outros lugares provocados pelas guerras, que em tempos de paz era dificultado pela carência de transportes, ajudaram nas atividades precursoras do comércio. Cidades prósperas e poderosas se formaram com o surgimento das civilizações da Mesopotâmia, Fenícia, Judeia, Grécia e Roma por volta do ano 3 000 A.C. e possibilitaram intenso comércio e as fundações dos primeiros bancos.

### Atividade Econômica Feudal
Com o colapso do Império Romano Ocidental, houve a reorganização da sociedade europeia em  feudos, quando parcelas da população se viram sob a proteção e influência dos senhores feudais, nobres que detinham o poder político e econômico sobre os vassalos. Os tributos, pedágios e alfândegas e a intensa atividade artesanal, além da falta de interesse no desenvolvimento dos transportes e comunicação através de melhorias da eficiência e segurança em estradas ou da navegação, se tornaram características predominantes da atividade econômica desse período.

### Atividade Econômica Inter-regional
As cidades voltaram a se desenvolver do século XII ao século XV. Os antigos vassalos começara a migrar para os grandes centros urbanos europeus em busca de melhores condições de segurança, alimentação e habitação. Com o aumento da população, surgem as feiras e mercados. Atividades como a pesca, extração mineral, metalurgia, indústria de alimentos, vestuários, construção e armamentos eram lucrativas e conseguiram manter economicamente bem um grande número de pessoas. Nessa época, os interesses dos nobres pelas especiarias, madeiras, metais e pedras existentes em territórios recém-descobertos com as grandes navegações, motivaram um expressivo aumento no número de investimentos e aventureiros. Surgiu a Imprensa, que causaria grandes facilidades para a divulgação de conhecimento inclusive industrial e tecnológico. Os primeiros monopólios dos governos surgiriam na fabricação de objetos de luxo e armamentos.

### Revolução Industrial

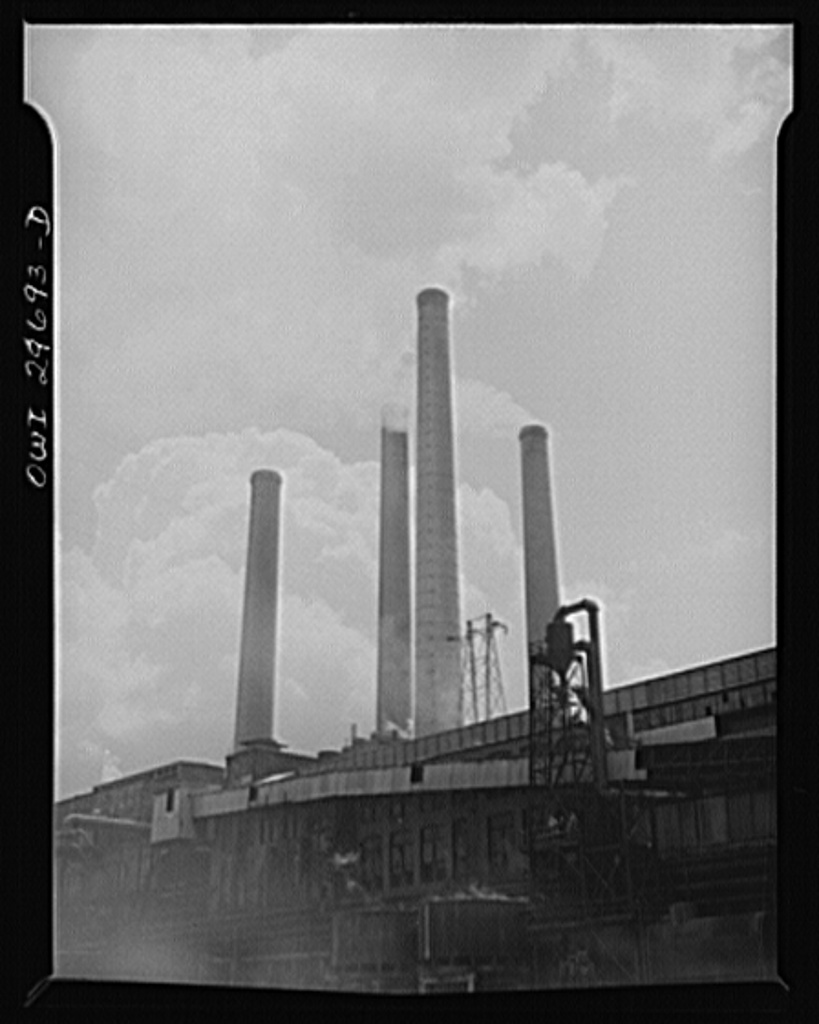
As chaminés industriais se tornaram comuns nos centros urbanos a partir do século XIX e características marcantes da realização de atividades fabris químicas, a vapor e nucleares

Nos séculos XVIII e XIX se observa um grande surto inovador da atividade econômica das principais sociedades. Surgem a máquina a vapor e mais tarde a energia elétrica, o telégrafo, o rádio, o automóvel e a locomotiva. A organização empresarial substituiu o antigo feudo e o liberalismo burguês se impõe como opção de governo ao antigo poder absolutista dos monarcas.

### Revolução tecnológica

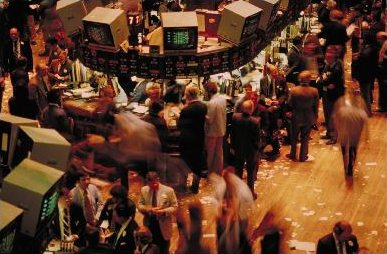
Vista da Bolsa de Valores de New York, local de encontro dos grandes negociadores econômicos internacionais

No século XX, depois da conturbada primeira metade que viu a eclosão de duas guerras mundiais devastadoras, houve um novo surto de inovação na Economia. Tecnologias surgidas e desenvolvidas ainda na época da guerra, nos campos da energia, transportes, comunicação e armamentos tais como a do avião a hélice e depois a jato, o radar  e a energia atômica, se tornaram apenas o limiar de outras igualmente ou ainda mais poderosas tais como as dos computadores, espacial e transístores. A Economia se tornou globalizada e as principais empresas passaram a ser gigantescas multinacionais e transnacionais. A Internet apareceu e se popularizou nas últimas duas décadas do século, oferecendo novas oportunidades de grandes lucros e investimentos no setor de serviços. Cada uma das grandes inovações no período de pós-guerra e início do século XXI levaram a criação de novos mercados e atividades com oportunidades de empregos mas também causaram a formação de muitas bolhas especulativas e mudanças radicais nas sociedades, o que desequilibrou o sistema político e econômico mundial com sucessivos períodos de crises e prosperidades.

## Medições econômicas
Existem muitas maneiras de se medir a atividade econômica de uma nação, inclusive:
- Taxa de câmbio
- Produto interno bruto
- PIB per capita
- Produto Nacional Bruto
- Taxa de juros
- Dívida nacional
- Taxa de Inflação
- Desemprego
- Balança comercial

## Algumas ferramentas historicamente inovadoras da atividade econômica
- Agricultura: enxada, arado, colhedeira, irrigação
- Transportes: roda, tração animal, tração mecânica, tração a vapor, tração a diesel, motor a jato
- Artesanato: máquinas de fiar, fornos,
- Energia: Captadores de energia humana (remos, bicicletas, trenós), energia eólica (velas de embarcação, moinhos de vento), energia térmica (fornos), energia hidrocinética (turbinas hidroelétricas), energia a vapor (caldeiras), energia fóssil ou química (motores a explosão), energia elétrica (lâmpada elétrica, geradores), energia atômica (usinas nucleares)
- Comunicações: correio, telégrafo, rádio, satélites artificiais, televisão, Internet
- Serviços: imprensa, computadores, internet